# Glanton
Glanton är en ort och civil parish i Storbritannien.   Den ligger i grevskapet och kommunen Northumberland i riksdelen England, i den centrala delen av landet, 400 km norr om huvudstaden London. Glanton ligger 139 meter över havet och antalet invånare är 239.
Terrängen runt Glanton är kuperad västerut, men österut är den platt.Runt Glanton är det ganska glesbefolkat, med 29 invånare per kvadratkilometer. Närmaste större samhälle är Alnwick, 11,8 km öster om Glanton. I omgivningarna runt Glanton växer i huvudsak blandskog.